# Зарянковые мухоловки
Зарянковые мухоловки (лат. Eopsaltria) — род воробьиных птиц из семейства Австралийские зарянки.

## Виды
- Eopsaltria australis (Shaw, 1790) — Золотобрюхая зарянковая мухоловка
- Eopsaltria griseogularis Gould, 1838 — Сероспинная зарянковая мухоловка